# Ischyromene cordiforaminalis
Ischyromene cordiforaminalis is een pissebed uit de familie Sphaeromatidae. De wetenschappelijke naam van de soort is voor het eerst geldig gepubliceerd in 1883 door Charles Chilton.